# یواس‌اس چارلز (آی‌دی-۱۲۹۸)
یواس‌اس چارلز (آی‌دی-۱۲۹۸) (به انگلیسی: USS Charles (ID-1298)) یک کشتی بود که طول آن ۴۰۳ فوت (۱۲۳ متر) بود. این کشتی در سال ۱۹۰۷ ساخته شد.